# Zespół Szkół im. Stanisława Staszica w Pile
Zespół Szkół im. Stanisława Staszica w Pile (popularna nazwa to „Nafta”)
W skład Zespołu Szkół wchodzi Liceum Ogólnokształcące.

## Historia
Historia szkoły to 45 letnia tradycja w kształceniu kolejnych pokoleń młodzieży  miasta Piły, powiatu pilskiego i powiatów ościennych. W środowisku szkoła znana jest jako „Nafta”, bo do 1990 roku, przez okres 30 lat kształciła wyspecjalizowaną kadrę dla przemysłu gazowniczego i naftowego.

## Dyrekcja
- Dyrektor – mgr Marek Wasilewski
- Wicedyrektorzy: mgr Beata Krzewińska, mgr Joanna Tomczewska

### Poprzedni dyrektorzy
- 1963-1970 – mgr Marian Kuśnierek
- 1970-1980 – inż. Lucjan Pietrusza
- 1980-1990 – mgr Zygmunt Banaszak
- 1990-1992 – mgr Kazimierz Kamiński
- 1992-2007 – mgr Krzysztof Muchewicz
- 2007-2009 – mgr Jolanta Lubińska
- 2009-2010 – mgr Justyna Szymańska
- 2010-2017 – mgr Marek Święszkowski
- 2017-teraz – mgr Marek Wasilewski

## Języki nauczane
W szkole nauczane są następujące języki: angielski, niemiecki, rosyjski, francuski.

## Profile
- Liceum Ogólnokształcące (trzyletnie i czteroletnie)